# Negativní zpověď
Negativní zpověď je moderní označení užívané v egyptologii pro soubor výroků vkládaných do úst zemřelému v některých ze staroegyptských pohřebních textů, v nichž (např. před podsvětním soudem 42 bohů v Duatu) uvádí výčet zapovězených skutků. Zemřelý při vyjmenování každého takového jednotlivého skutku prohlašuje, že se jej nedopustil, čímž od sebe odvrací podezření z nepravostí a prokazuje mravní čistotu svého pozemského života v souladu s kosmickým řádem. Název je odvozen analogicky od praxe zpovědi v některých křesťanských církvích s tím rozdílem, že zde své viny nepřiznává, ale popírá (proto přívlastek „negativní“). Nejvýraznější příklad negativní zpovědi je obsažen ve 125. kapitole Knihy mrtvých. Tento typ výroků ovšem nebyl omezován pouze na představu vstupu do posmrtného života: obdobné byly pronášeny obřadníkem při přípravě ke kultovním úkonům.
Zemřelý před podsvětním soudem vyznával:
| „ | Proti nikomu jsem se neprohřešil. Nezacházel jsem špatně s lidmi, ani jsem se neprovinil vůči žádnému zvířeti. Nekonal jsem zlo místo spravedlnosti. Nepoznal jsem, co je nenávist. Nedopustil jsem se ničeho zlého. Neurčoval jsem (svým služebníkům) na počátku nového dne těžší úkoly, než byly ty z minulého dne... ... Neprotivil jsem se bohu. Nevložil jsem násilím ruce na sirotka. Nedopustil jsem se ničeho, co se bohům příčí. Nepomlouval jsem podřízeného před jeho nadřízeným. Nikoho jsem nezarmoutil. Nikdo kvůli mně neplakal. Nezabil jsem. Nikoho jsem nedal zabít. Nikomu jsem nezpůsobil bolest. Nesnižoval jsem množství obětin pro chrámy. Neubíral jsem z obětin pro bohy. Nebral jsem pečivo (určené) pro požehnané (zemřelé). Neznásilnil jsem chlapce. Nebyl jsem necudný. Nezvětšoval jsem ani jsem nezmenšoval míru. Nekrátil jsem daň. Nepřisvojoval jsem si (cizí) pole (při znovuvyměřování po záplavě). Nezvyšoval jsem váhu závaží. Neupravoval jsem tukem ukazatel váhy. Nebral jsem mléko od dětských úst. Neodháněl jsem dobytek od jeho pastvin. Nechytal jsem ptáky patřící bohům. Nechytal jsem jejich ryby v jejich třeništích. Nezastavoval jsem vodní tok, když nastal jeho čas. Nepostavil jsem hráz proudící vodě. Nehasil jsem oheň, když byl jeho čas. Neopomínal jsem dny, kdy se přináší (obětní) maso (bohům). Nestavěl jsem se do cesty procesí boha. Jsem čistý! | “ |